# Скеджа-е-Пашелупо
Скеджа-е-Пашелупо (італ. Scheggia e Pascelupo) — муніципалітет в Італії, у регіоні Умбрія,  провінція Перуджа.
Скеджа-е-Пашелупо розташована на відстані близько 170 км на північ від Риму, 40 км на північний схід від Перуджі.
Населення — 1410 осіб (2014).

## Демографія
Населення за роками:

Станом на 1 січня 2023 року в муніципалітеті офіційно проживало 59 іноземців з 13 країн, серед них 13 громадян країн Євросоюзу та 9 громадян України.

## Сусідні муніципалітети
- Кантіано
- Костаччаро
- Фронтоне
- Губбіо
- Сассоферрато
- Серра-Сант'Аббондіо